# Kossi (Provinz)
Kossi ist eine Provinz in der Region Boucle du Mouhoun im westafrikanischen Staat Burkina Faso mit 331.020 Einwohnern auf 7328 km².
Hauptstadt der Provinz ist Nouna.

## Liste der Departements/Gemeinden
| Nr. | Departement/Gemeinde |
| --- | -------------------- |
| 1   | Barani               |
| 2   | Bomborokuy           |
| 3   | Bourasso             |
| 4   | Djibasso             |
| 5   | Dokuy                |
| 6   | Doumbala             |
| 7   | Kombori              |
| 8   | Madouba              |
| 9   | Nouna                |
| 10  | Sono                 |